# Mathilde II. (Bourbon)
Mathilde II. (Mahaut II.) (* wohl 1234; † 1262) war Herrin von Bourbon sowie Gräfin von Nevers, Auxerre und Tonnerre. Sie war die ältere Tochter von Archambault IX., Herr von Bourbon, und Jolanthe von Châtillon, Gräfin von Nevers, Auxerre und Tonnerre.
Ihr Vater verheiratete sie und ihre Schwester Agnes im Februar 1242 mit Mitgliedern des älteren Hauses Burgund, bevor er im August des gleichen Jahres mit Königs Ludwig IX. zum Sechsten Kreuzzug aufbrach. Ihr Ehemann war Odo, Erbherzog von Burgund, der ihrer Schwester dessen jüngerer Bruder Johann.
Ihr Vater starb 1249 auf Zypern und Mathilde erbte die Herrschaft Bourbon. Sie erbte 1257 von ihrer Urgroßmutter Mathilde von Courtenay auch die Grafschaften Nevers, Auxerre und Tonnerre. Odo führte diese Titel als Ehemann Mathildes.
Mathilde und Odo hatten drei Töchter:
- Jolanthe (Yolande) (* wohl Ende 1248, † 2. Juni 1280) 1262 Gräfin von Nevers, 1262–1273 Gräfin von Auxerre und Tonnerre; ⚭ I Juni 1265 Johann von Damiette, 1268 Graf von Valois, † 3. August 1270 bei Tunis; ⚭ II März 1272 Robert von Artois Graf von Flandern, † 17. September 1322
- Margarete (Marguerite) (* 1250, † 4. September 1308) 1273–1292 Gräfin von Tonnerre; ⚭ 18. November 1268 Karl von Anjou, 1266 König von Sizilien etc., † 7. Januar 1285
- Alix (* wohl 1251, † 1290) 1273 Gräfin von Auxerre; ⚭ 1. November 1268 Johann I. von Chalon, † 1309 vor dem 10. November

Mathilde starb 1262, ihre Tochter Jolanthe erbte die Grafschaften Nevers, Auxerre und Tonnerre, gab 1273 aber die letzten beiden an ihre Schwestern weiter.